# Synnöve Beskow-Lindfors
Saga Synnöve Beskow-Lindfors, född Lindfors den 2 augusti 1937 i Borgå, död den 29 november 1999 i Karl Johans församling i Göteborg, var en finländsk svensk konstnär.
Hon var från 1959 gift med läkaren Dag Beskow. Beskow-Lindfors studerade konst vid Konstförbundets ritskola i Åbo och vid Valands målarskola i Göteborg samt vid konstakademien i Gdańsk. Bland hennes offentliga arbeten märks en målning på Leninvarvet i Gdańsk. Hon tilldelades ett polskt kulturstipendium 1980 och 1981. Separat ställde hon bland annat ut i Göteborg. Beskow-Lindfors är representerad vid Göteborgs konstmuseum, Statens kulturråd och ett flertal kommuner och landsting. Hon är begravd på Västra kyrkogården i Göteborg.